# Interchange File Format
Interchange File Format (IFF) ett digitalt filformat ursprungligen utvecklat av Electronic Arts (i samarbete med Commodore) år 1985 för att med dess hjälp kunna underlätta förflyttandet och användandet av grafik, ljud med mera mellan olika plattformar. 
IFF filer har ingen standardiserad filändelse. I många system som genererar IFF förvaras uppgiften om filformat av operativsystemet, separat från filnamnet. Filändelsen ".iff" används ofta för filformatet ILBM, vilket nyttjar IFF som behållarformat.
Resource Interchange File Format är ett format som bygger på IFF, utvecklat av Microsoft och IBM 1991. I detta format har byteordningen ändrats till little-endian för att matcha x86-arkitekturen. Apples Audio Interchange File Format (AIFF) är ett big-endian ljudfilsformat som också bygger på IF. Bildformatet TIFF är inte relaterat till IFF.